# Шлајз (преводница) код Бечеја
Преводница (Шлајз) код Бечеја је део је система Дунав-Тиса-Дунав и споменик културе од изузетног значаја.

## Историја
Преводница „Шлајз“ код Бечеја, део је система Великог бaчког канала (1793–1801), којег је пројектовао и градио угарски племић и инжењер Јожеф Киш. Канал је после изградње био први пловни пут у Европи, који је истовремено служио и за мелиорацију и претеча је великог савременог хидросистема Дунав–Тиса–Дунав. 

## Изглед преводнице
Саграђена је након одлуке угарске владе да се пресели ушће канала које се до тада налазило код Бачког Градишта. Базен преводнице је заштићен насипом, док правац тока воде на улазу и излазу као и сам механизам обезбеђују по два масивна елипсоидна стуба обложена керамичким глазираним опекама. Врата преводнице и механизам за њихово покретање металне су конструкције. Улазна и излазна врата су клизна, са померањем помоћу крана фиксираног на обе стране обале. У почетку, механизам је померан удруженом људском снагом која је касније замењена електричном енергијом. 
Преводница више није у функцији, пошто је после Другог светског рата изграђена нова у близини. Међутим, ниво воде у каналу обезбеђен је бетонском уставом на месту капије према ушћу.